# La Torna
La Torna fou una peça de teatre independent de la companyia Els Joglars estrenada el 1977 a Barbastre. Ha passat a la història especialment per haver estat causa d'un consell de guerra i d'un moviment popular sense precedents a Catalunya i Espanya en favor de la llibertat d'expressió.
L'obra es va estrenar al teatre Argensola de Barbastre (Osca) el 7 de novembre de 1977. El 2 de desembre, dos dies després d'estrenar-se al Teatre Bartrina de Reus (el Baix Camp), l'autoritat militar prohibeix l'obra i el director, Albert Boadella, és detingut i empresonat. S'inicià immediatament un consell de guerra contra diversos membres de la companyia.

## Argument
L'obra recrea els últims dies de la vida de Heinz Ches (el nom real del qual era Georg Michael Welzel) i la seva execució a garrot vil. A partir de les poques dades que es tenien sobre aquest home, es va construir una farsa en què tots els personatges actuaven amb caretes llevat del mateix Ches, víctima i testimoni de tota la trama que es bastia al seu voltant per intentar restar relleu a l'execució de l'anarquista català Salvador Puig i Antich el mateix dia 2 de març de 1974. Heinz Ches era presentat doncs, com la torna de Puig Antich.

## Censura teatral
A Espanya, als anys 70 la mort de Franco i l'arribada de la democràcia per si mateixa no van aixecar la censura que sobre el teatre havia imposat la precedent dictadura. Durant aquesta època hi hagué un moviment teatral molt compromès políticament, que es va anomenar "teatre independent", de renovada estètica i ús del text, que va esdevenir molt popular. Així, quan l'any 1977 la companyia Els Joglars va estrenar La Torna, uns membres de Els Joglars van ser empresonats. Aquest fet va donar peu a una campanya sobre la llibertat d'expressió que va finalitzar amb la fi de la censura teatral. En acabar la censura va finalitzar també la militància política d'aquests grups, la majoria dels quals va desaparèixer.

## La torna de la torna
Albert Boadella va estrenar en 2005 al Teatre Romea de Barcelona La torna de la torna, versió de la creació col·lectiva La torna de 1977. Això provoca un nou enfrontament amb els actors de la primera versió, que en reclamen la coautoria.